# 異齒前肛鰻
異齒前肛鰻，又稱長身前肛鰻，為輻鰭魚綱鰻鱺目通鰓鰻科的其中一個種。

## 分布
本魚分布於印度西太平洋海域。

## 特徵
本魚無鱗，具有胸鰭。上頜較下頜長。前上頜骨齒2枚。上頜骨齒細小，成2短列，約延伸至眼之後緣，鋤骨齒4枚。下頜骨之前方為2列小齒。前上頜骨齒及鋤骨齒為複合齒，每一枚複合齒之基部有一小丘狀組織。背鰭起於鰓裂之後。脊椎骨數146至153。體長為體高的23倍；尾長為頭與軀幹的2.6倍；頭長為吻長的5.8倍；吻長為眼徑的11.5倍。體長可達22.4公分。

## 生態
屬於底棲魚類，在100至400公尺深之海底生活，以小型魚類、甲殼類及軟體動物為食。

## 經濟利用
數量少，不具經濟價值。

## 外部連結
- 異齒前肛鰻的圖片 （页面存档备份，存于）